# فرد تي لونغ
فرد تي لونغ (بالإنجليزية: Fred T. Long)‏ هو لاعب كرة قاعدة أمريكي، ولد في 22 يناير 1896 في ديكادور في الولايات المتحدة، وتوفي في 23 مارس 1966 في تكساس في الولايات المتحدة.